# Réserve naturelle d'État de Montgomery Woods
La réserve naturelle d'État de Montgomery Woods (en anglais : Montgomery Woods State Natural Reserve) est un parc d'Etat de 535 ha situé dans la chaîne côtière du comté de Mendocino, en Californie, aux États-Unis. La réserve occupe les sources du ruisseau Montgomery, un affluent de la rivière Big, qui se jette dans l'océan Pacifique au parc d'État de Mendocino Headlands. Les bosquets vierges de séquoias sempervirens de Montgomery Woods sont des exemples d'un habitat de prairie riveraine de haute terre désormais rare ; la plupart des autres bosquets de séquoias préservés se trouvent sur de larges plaines alluviales. La réserve a été initiée par un don de 3,6 hectares de Robert T. Orr en 1945, auxquels se sont notamment ajoutés 309,5 hectares donnés depuis 1947 par la Save the Redwoods League.

## Arbres
Entre 1999 et 2004, l'arbre le plus grand de Montgomery Woods, appelé Mendocino Tree, était l'arbre le plus grand connu au monde. Il a été détrôné par la découverte d'un certain nombre d'arbres plus grands dans le parc d'État de Humboldt Redwoods et plus tard dans le parc national de Redwood dans le comté de Humboldt. L'arbre est l'un des dizaines d'arbres de taille similaire présents dans le bosquet et n'a jamais été spécifiquement indiqué afin de le protéger. Les candidats précédemment très médiatisés au titre d'arbre le plus haut du monde ont subi des dommages dus au stress provoqué par les foules de touristes.

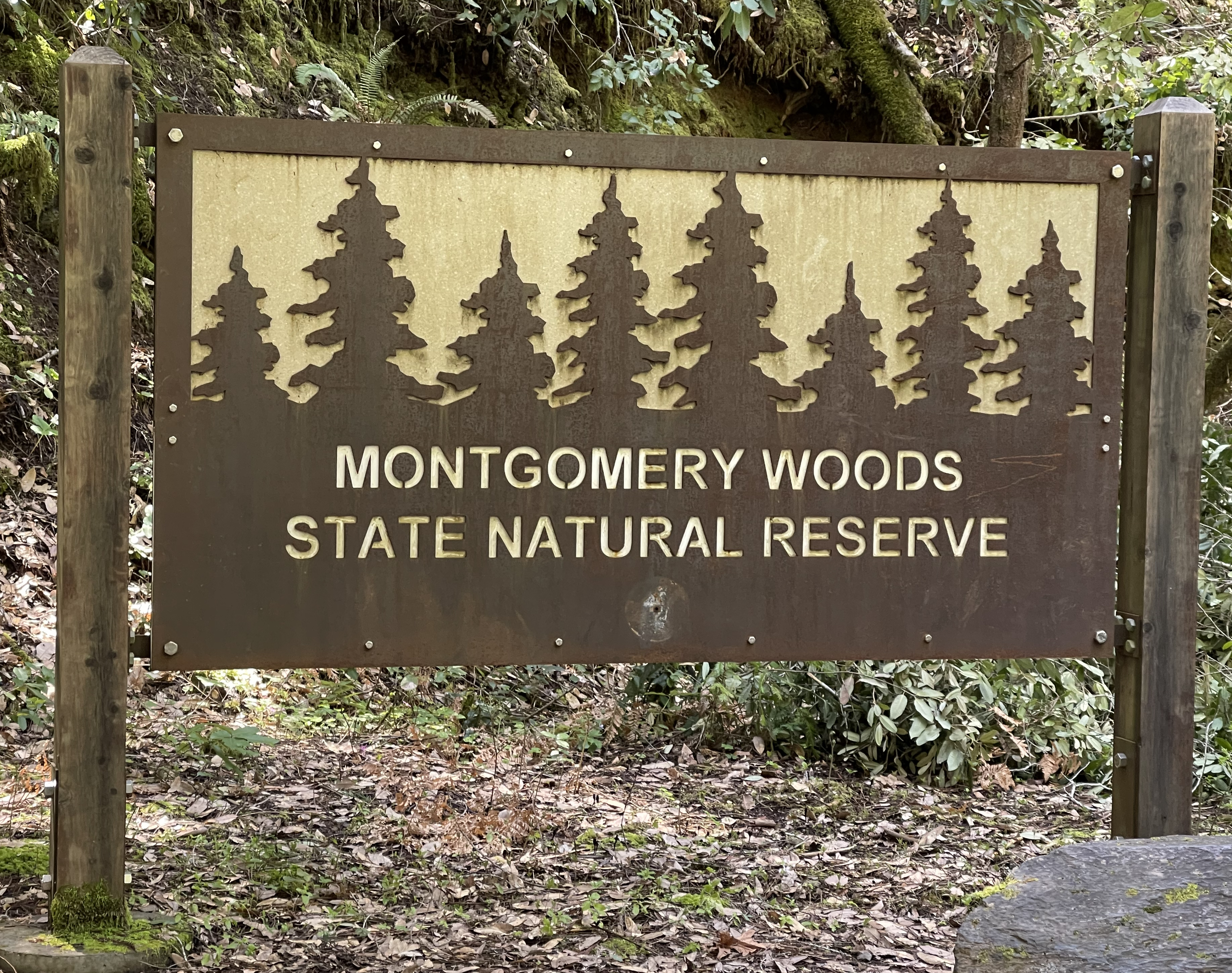
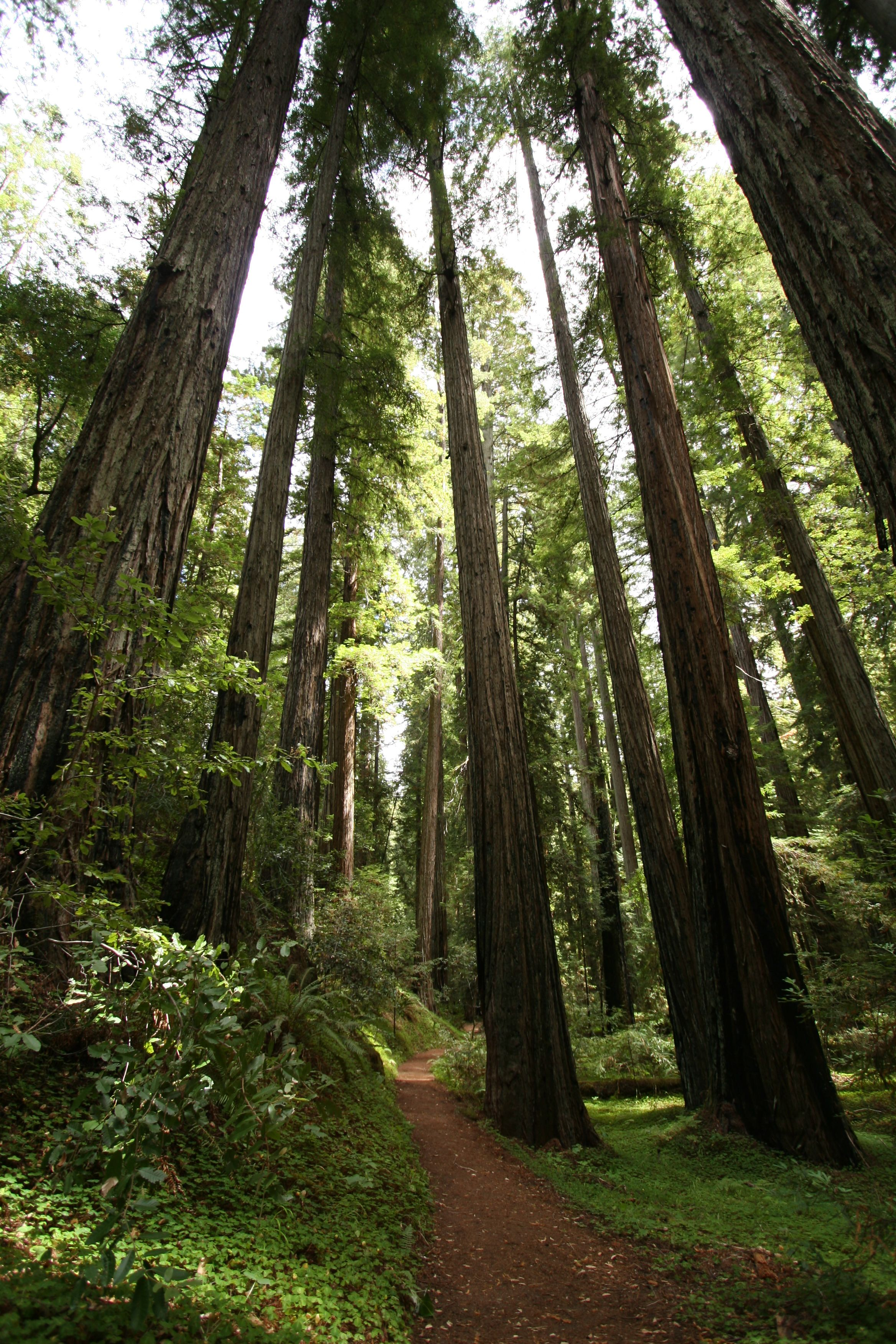
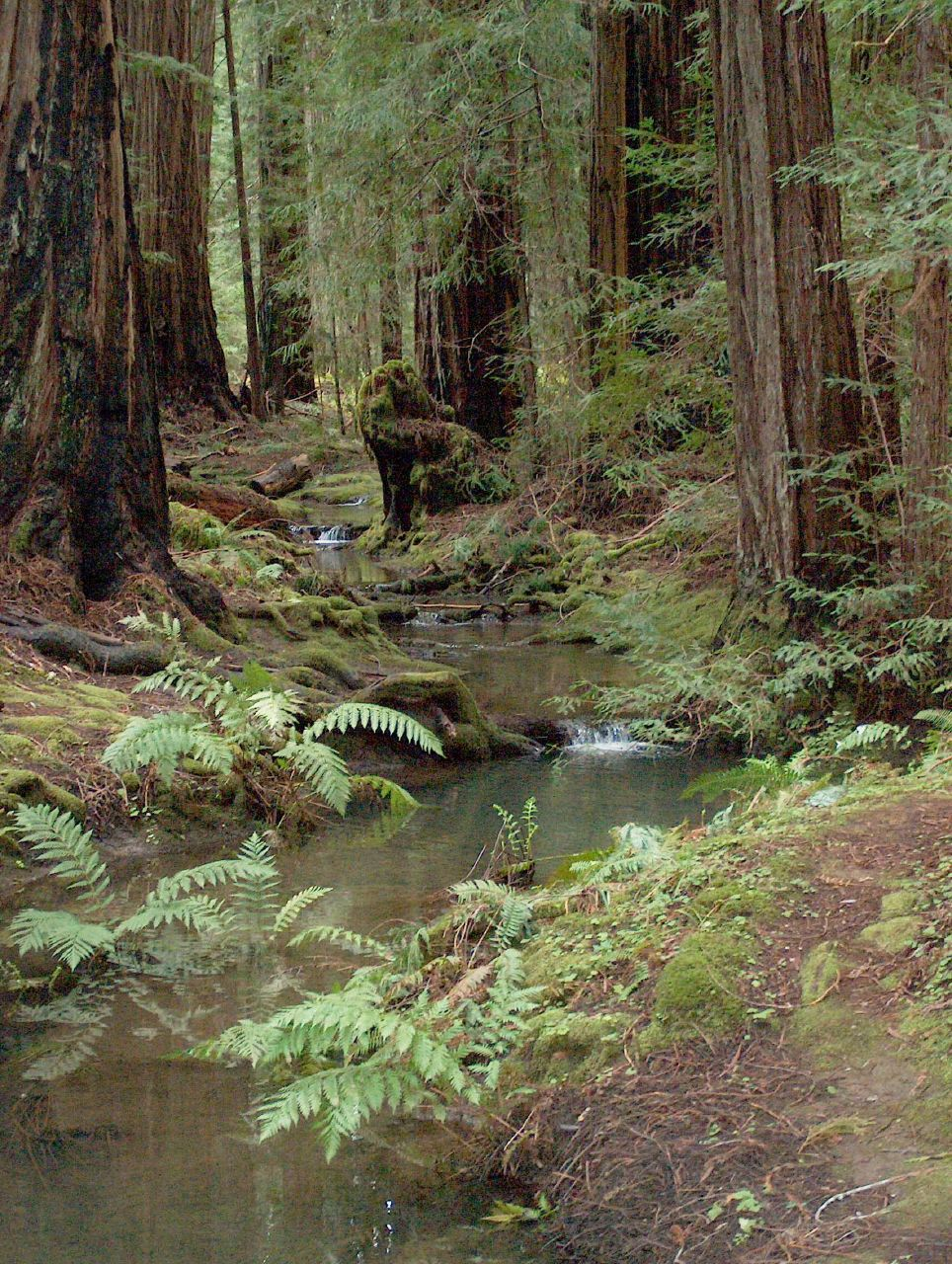